# Толстоголовки (жуки)
Толстоголовки (лат. Aclypea) — род жуков из семейства мертвоедов.

## Описание
Длина тела имаго от 11 до 15 мм. Жуки с глубокой вырезкой на верхней губе. Тазики средних ног сближены. На вершине задних голеней самца имеется изогнутый шип, похожий на шпору. Между килями элитр имеются грубые морщинки.

## Биология
Имаго и личинки питаются растительной пищей. Некоторые виды вредят культурным растениям.

## Классификация
Включает следующие виды и подвиды.
- Aclypea altaica (Gebler, 1830)
- Aclypea alpicola (Kuester, 1849)
- Aclypea bicarinata (Gebler, 1830)
- Aclypea bituberosa (LeConte, 1859)
- Aclypea calva (Reitter, 1890)
  - Aclypea clava clava (Reitter, 1890)
  - Aclypea clava plana (Semenov, 1891)
- Aclypea cicatricosa Reitter, 1884
- Aclypea daurica (Gebler, 1832)
- Aclypea kopetdaghica Nikolaev, 2002
- Aclypea opaca (Linnaeus, 1758)
  - Aclypea opaca opaca (Linnaeus, 1758)
  - Aclypea opaca vicina (B. Jakowleff, 1891)
- Aclypea pamirensis B. Jakowleff, 1887
- Aclypea sericea (Zoubkoff, 1833)
- Aclypea souverbii (Fairmaire, 1848)
- Aclypea turkestanica (Ballion, 1870)
- Aclypea undata (Müller, 1776)
  - Aclypea undata verrucosa (Menetries, 1776)
  - Aclypea undata undata (Müller, 1776)

## Распространение
Встречаются в Евразии и Северной Америке. Центром видового разнообразия рода является Средняя Азия и Казахстан.

## Палеонтология
Ископаемые представители известны из отложений возрастом около 2,6 млн лет назад.